# Aécio Neves
Aécio Neves da Cunha (Belo Horizonte, 10 de março de 1960) é um economista e político brasileiro filiado ao PSDB. Foi o 36.º Governador de Minas Gerais, de 2003 a 2010, e Senador pelo mesmo estado entre 2011 e 2019. Atualmente, é Deputado Federal por Minas Gerais.
Natural de Belo Horizonte, Aécio é graduado em economia pela Pontifícia Universidade Católica de Minas Gerais (PUC Minas). É neto do ex-presidente Tancredo Neves, com quem adquiriu suas primeiras experiências políticas. Em 1987, iniciou o seu primeiro mandato como deputado federal pelo estado de Minas Gerais, exercendo o cargo até 2002, totalizando quatro mandatos e presidiu a Câmara dos Deputados no biênio de 2001–2002.
Aécio foi eleito governador de Minas Gerais em 2002, sendo reeleito em 2006 como o mais votado da história de Minas Gerais. Renunciou ao cargo em março de 2010 para concorrer ao Senado, elegendo-se ao cargo novamente com a maior votação da história. Escolhido em 2013 para presidir o PSDB, foi o candidato do partido à Presidência da República em 2014, tendo como principais adversários a candidata a reeleição, Dilma Rousseff, e a ex-senadora Marina Silva. No primeiro turno, Aécio obteve 33,5% dos votos válidos, classificando-se para o segundo turno com Dilma. Na eleição presidencial mais disputada da história do país até aquele momento, Dilma foi reeleita com 51,64% dos votos contra 48,36% de Aécio, que retornou ao Senado.
Nas eleições de 2018 e 2022, elegeu-se para seu 5º e 6º mandato como Deputado Federal. Disputando e vencendo eleições desde 1986, Aécio completará ao final do atual mandato, 40 anos de mandatos consecutivos, sendo atualmente o mais longevo político de Minas Gerais.

## Início de vida, educação e começo da carreira política

### Primeiros anos, família e educação

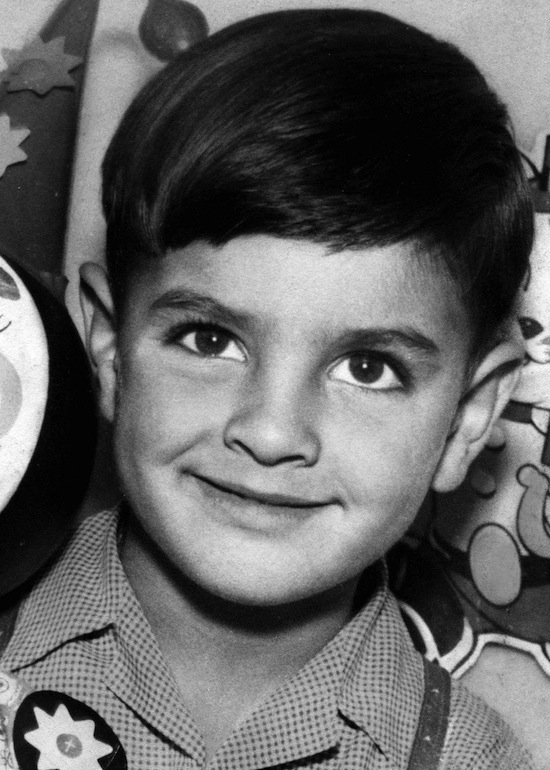
Aécio Neves em 1966

Aécio Neves da Cunha nasceu em 12 de março de 1960 em Belo Horizonte, a capital de Minas Gerais, sendo o filho do meio de Aécio Ferreira da Cunha (1927–2010) e Inês Maria Tolentino Neves Faria (1939–2023). Além dele, o casal teve duas filhas: Andrea, formada em jornalismo e sua principal conselheira, e Ângela, formada em história. Seu pai, Aécio Cunha, foi deputado estadual e federal por pouco mais de três décadas, presidente do conselho de administração do Banco Nacional de Desenvolvimento Econômico e Social (BNDES) e ministro do Tribunal de Contas da União (TCU); ele foi filiado a partidos que deram sustentação e um entusiasta da ditadura militar. Sua mãe, Inês Maria, separou-se de Cunha e casou-se em 1984 com o banqueiro Gilberto Faria, fundador do Banco Bandeirantes e deputado federal pela Aliança Renovadora Nacional (ARENA). Após a morte do banqueiro Gilberto Faria, iniciou-se uma disputa entre a família Faria e a mãe de Aécio sobre a divisão do patrimônio deixado. Oswaldo Borges da Costa, casado com uma das herdeiras de Gilberto Faria, e Aécio fizeram a divisão do que avaliam ser uma fortuna incalculável. Inês Maria integrou entre abril de 1992 a maio de 1998 o conselho de administração do Banco Bandeirantes, que posteriormente faliu.
Nascido em uma tradicional família de políticos mineiros, é neto por parte de mãe de Tancredo Neves, personagem fundamental na redemocratização do país, presidente eleito do Brasil, primeiro-ministro do Brasil, governador de Minas Gerais, senador da República e ministro da Justiça do governo de Getúlio Vargas. Pelo lado paterno, é neto de Tristão Ferreira da Cunha, advogado e professor, que atuou como secretário de agricultura, indústria e comércio do governo estadual de Juscelino Kubitschek, e deputado estadual e federal.

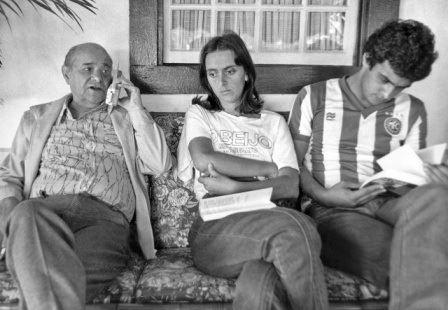
Tancredo Neves com os netos Andrea e Aécio, em Cláudio, Minas Gerais.

Aécio viveu sua primeira infância na Savassi, um bairro nobre de Belo Horizonte, onde estudou no Colégio Zilah Frota. Nesta época, era chamado por parentes e amigos de "Aecinho". No início de 1972, mudou-se para um apartamento de Ipanema, na cidade do Rio de Janeiro, após seu pai decidir participar de um curso na Escola Superior de Guerra. O jovem garoto não teve dificuldades de adaptação na nova cidade e usufruiu o estilo de vida dos filhos da elite carioca. Como passatempos, gostava de surfar, jogar futebol e torcer pelo seu time, o Cruzeiro.
Em 1976, conseguiu sua primeira experiência de trabalho como vendedor em uma concessionária da FIAT. No ano seguinte, foi nomeado oficial de gabinete do Conselho Administrativo de Defesa Econômica, do qual seu avô Tristão integrava. Entre 1977 e 1981, período em que residia no Rio de Janeiro, foi designado secretário do gabinete parlamentar de seu pai na Câmara dos Deputados. Em 1979, concluiu o ensino secundário no colégio católico São Vicente de Paulo. Em seguida, escolheu estudar economia e ingressou na Pontifícia Universidade Católica do Rio de Janeiro (PUC-Rio). Quando mudou-se para BH, transferiu-se para a Pontifícia Universidade Católica de Minas Gerais (PUC-MG), e, em junho de 1984, graduou-se em economia.

### Secretário de Tancredo Neves

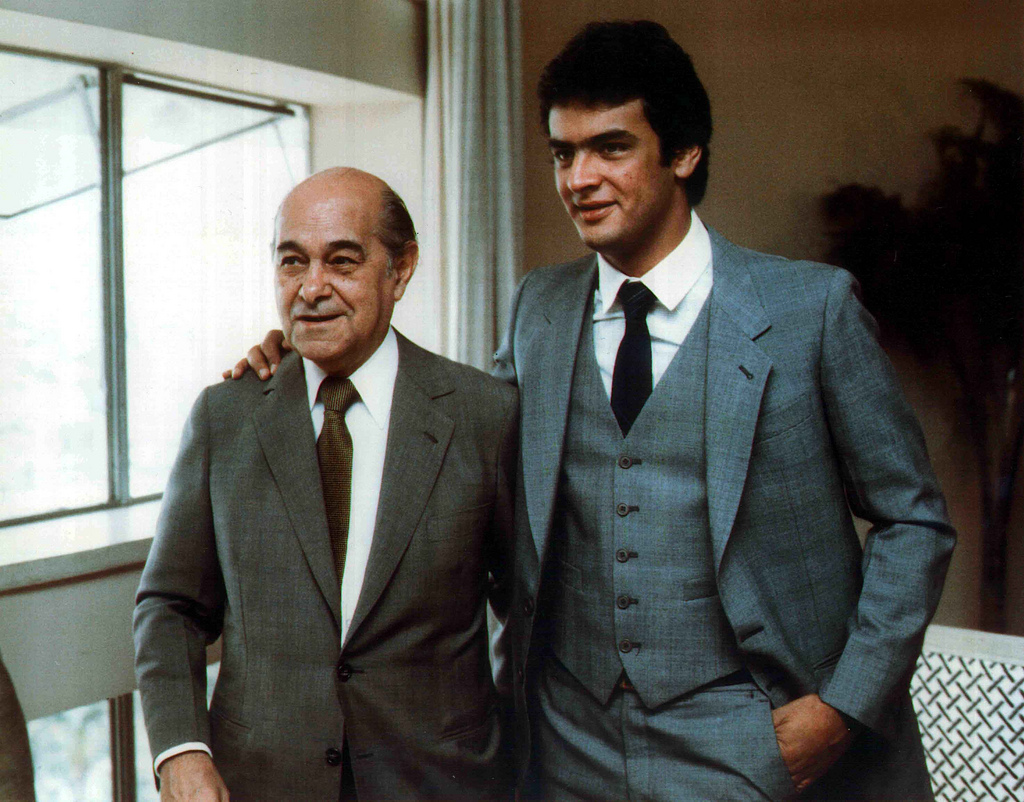
Aécio ao lado do avô, Tancredo Neves, em 1983.

Em 1981, na noite de Natal, Tancredo chamou Aécio e perguntou-lhe: "Você não quer largar a vida de surfista e conhecer direito a sua terra?". Sua vida política começou logo depois, quando ele tinha vinte anos. Nessa época o avô ligou para ele e disse: "É agora" e o convidou para participar de sua campanha eleitoral para o governo de Minas Gerais em 1982. Aécio então foi morar com o avô e o pai em um apartamento de BH. Ele participou de reuniões e comícios em mais de trezentos municípios mineiros. Tancredo foi eleito governador, e, em janeiro de 1983, Aécio passou a ocupar o cargo de secretário particular do avô no Palácio das Mangabeiras. Entre 1983 a 1984, presidiu a ala jovem mineira do Partido do Movimento Democrático Brasileiro (PMDB).
Nos anos seguintes, participou do movimento Diretas Já e da campanha de Tancredo à presidência da República. Antes disso, não havia participado de movimentos estudantis ou de outros movimentos contra a ditadura enquanto estudava no Rio. Aécio acompanhou seu avô em visitas a outros países, estratégia política utilizada para reforçar a transição da democracia no Brasil; eles estiveram com Ronald Reagan, François Mitterrand, Rei Juan Carlos, Papa João Paulo II, Bettino Craxi, Raúl Alfonsín, entre outros.

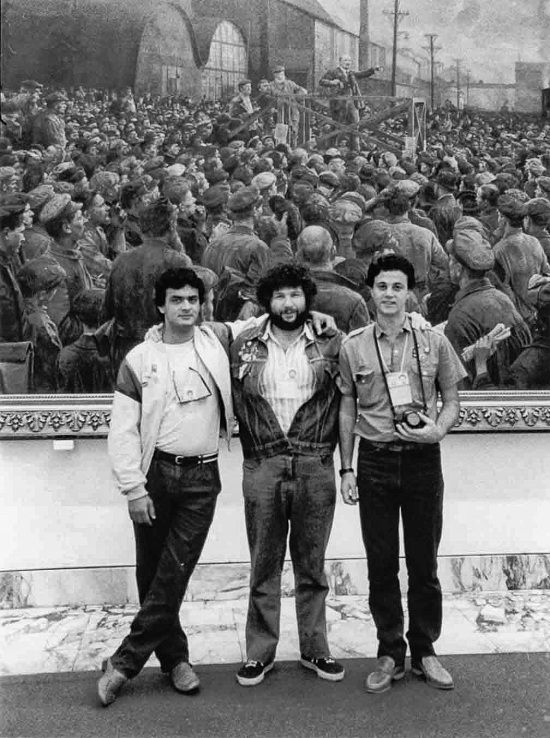
Aécio em Moscou com o cineasta Silvio Tendler, no Congresso Internacional da Juventude, 1985

Quando Tancredo foi eleito pelo Colégio Eleitoral, foi nomeado pelo avô como secretário de Assuntos Especiais da Presidência da República. No entanto, em março de 1985, Tancredo adoeceu poucos dias antes da posse e José Sarney, o vice-presidente eleito, foi empossado temporariamente em seu lugar. Com a morte de Tancredo um mês depois, Aécio e todos os ministros e assessores nomeados por ele renunciaram para que o novo presidente pudesse escolher livremente a composição de seu gabinete.
Em 14 de maio de 1985, foi indicado diretor de loterias da Caixa Econômica Federal; o ato de nomeação foi assinado pelo presidente Sarney e pelo ministro da Fazenda Francisco Dornelles. No mesmo ano, a convite do Ministério da Educação e Cultura, chefiou a delegação brasileira no Congresso Internacional da Juventude, um evento realizado em Moscou, a capital da Rússia, onde também foi nomeado o presidente da Comissão do Ano Internacional da Juventude.

## Carreira política

### Primeiro e segundo mandatos de deputado federal (1987–1995)
Em 1986, deixou a diretoria de loterias da Caixa Econômica Federal para ser candidato à Assembleia Nacional Constituinte na eleição de novembro daquele ano. A morte recente de Tancredo e a posterior comoção, especialmente entre os mineiros, ajudou Aécio na disputa eleitoral. Candidato pelo PMDB, recebeu 236 mil votos e foi o deputado federal de Minas mais votado daquela eleição. Aécio atribuiu sua vitória a uma "homenagem dos mineiros a Tancredo." Também na eleição estadual de Minas Gerais em 1986, seu pai foi o candidato a vice-governador de Itamar Franco, mas os dois foram derrotados pela chapa Newton Cardoso-Júnia Marise por 47–42%.

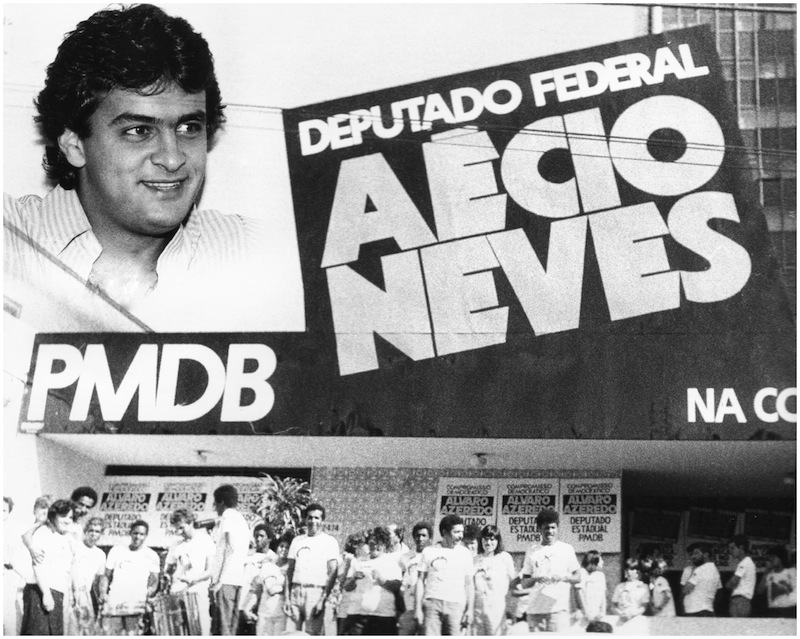
Comitê eleitoral de Aécio em sua primeira eleição a deputado federal, em 1986

Em 1.º de fevereiro de 1987, foi empossado deputado federal constituinte. Ao 26 anos de idade, era um dos deputados mais jovens. Durante as deliberações para a nova Constituição, que ocorreram até setembro de 1988, apresentou 46 propostas de emendas, e foi um dos autores da que instituiu o direito ao voto para jovens entre os dezesseis aos dezoito anos de idade. Como membro titular, integrou a Comissão da Soberania e dos Direitos e Garantias do Homem e da Mulher (também como primeiro vice-presidente em 1987), a Subcomissão da Nacionalidade, da Soberania e das Relações Internacionais e a Comissão da Soberania e dos Direitos e Garantias do Homem e da Mulher. Também foi suplente da Comissão de Sistematização.
Entre seus votos como deputado federal constituinte, foi favorável à jornada de trabalho de 44 horas semanais, que foi aprovada, e apoiou o adicional de hora extra de 50%, que foi derrotado pela proposta de adicional de 100%. Defendeu o mandato presidencial de quatro anos para José Sarney, mas acabou votando a favor do de cinco anos. Foi contrário ao monopólio na distribuição do petróleo e ao sistema presidencialista, preferindo ao invés deste o sistema parlamentarista. Também votou a favor do direito de greve, da reforma agrária, do piso salarial, da aposentadoria proporcional e do salário mínimo real. No livro Quem foi quem foi na Constituinte, um ranking criado pelo Departamento Intersindical de Assessoria Parlamentar (Diap) para medir os votos dos congressistas nas questões em que o órgão considerava como de interesse dos trabalhadores, recebeu uma nota média de 5,5 em uma escala de zero até dez pontos.
Em 1987, recebeu do presidente Sarney a concessão da rádio Arco-Íris, inicialmente sediada em Betim, mas depois transferida para Belo Horizonte. Oficialmente, no entanto, passou a integrar legalmente como sócio da rádio apenas em dezembro de 2010; além dele, Andrea Neves e Inês Maria também são sócias. Atualmente, a rádio é uma retransmissora da Jovem Pan FM. Segundo levantamento do jornal Folha de S.Paulo realizado no final do ano de 2014, as rádios Arco-Íris, São João Del Rey e Vertentes FM, todas controladas pela família Neves, receberam pouco mais de R$ 1 milhão do governo mineiro entre 2003 a 2014. Durante sua campanha presidencial de 2014, em relação a esta situação, declarou: "Na questão da publicidade, eu atendi a uma reivindicação do sindicato e das rádios do interior de Minas. Todas as mais de trezentas rádios do estado, sem exceção, tiveram exatamente a mesma publicidade. O meu governo segue aquilo que prevê a Constituição, o princípio da impessoalidade."

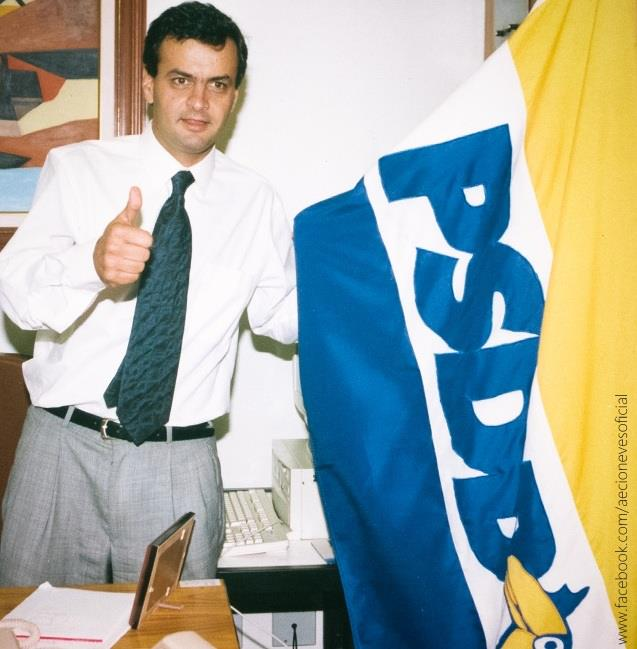
Aécio ao lado de uma bandeira do PSDB em 1989

Em 30 de março de 1989, filiou-se ao Partido da Social Democracia Brasileira (PSDB), que tinha sido fundado nove meses antes. Em retrospecto, afirmou, em um site oficial, que a mudança partidária era justificada "como uma forma de resgatar e defender a coerência ideológica de sua formação liberal e continuar a trajetória que seu avô, Tancredo Neves, havia iniciado."
Nas eleições gerais de 1990, foi reeleito deputado federal, mas como uma votação muito menor do que aquela obtida quatro anos antes. Desta vez pelo PSDB, conseguiu 42 mil votos e foi o deputado federal mais votado da sigla no Estado. Entre julho e setembro de 1991, no início do novo mandato, licenciou-se pela primeira e única vez em seus quatro mandatos para "tratar de interesses particulares". Ao longo de seu segundo mandato (1991–1995), fez parte, como titular, da Comissão de Defesa do Consumidor, Meio Ambiente e Minorias e da Comissão de Relações Exteriores.
Em 1992, candidatou-se à prefeitura de Belo Horizonte. O então prefeito, Eduardo Azeredo, foi conduzido ao cargo após a saída de Pimenta da Veiga, ambos do PSDB, que renunciou para concorrer ao governo do Estado em 1990. Com Azeredo impossibilitado de concorrer à reeleição pela legislação eleitoral, seus principais adversários foram Patrus Ananias (PT), Maurício Campos (PL) e Sérgio Ferrara (PMDB). Aécio iniciou a campanha em terceiro lugar com 15% das intenções de votos, atrás de Ferrara e Patrus. As pesquisas de opinião pública do Datafolha não indicaram grandes mudanças ao longo da campanha, que encerrou com Patrus e Ferrara empatados tecnicamente na primeira colocação, enquanto Aécio atingiu novamente 15%. No primeiro turno, realizado em 3 de outubro, Patrus foi o mais votado com 326 mil votos, seguido por Campos com 184 mil e Aécio com 136 mil. Patrus derrotou Campos no segundo turno por uma diferença de 59–41%. Ainda em campanha para a prefeitura, em setembro de 1992, votou a favor do impeachment do presidente Fernando Collor de Melo.
Em meados de 1993, foi favorável à criação do Imposto Provisório sobre Movimentação Financeira (IPMF). No mesmo ano, foi escolhido terceiro-secretário da mesa diretora, na época presidida por Inocêncio de Oliveira. No ano seguinte, participou em missão oficial da Assembleia Geral das Nações Unidas, em Nova Iorque, e da Conferência Interparlamentar, realizada em Paris.

### Terceiro e quarto mandatos de deputado federal (1995–2002)
Sua candidatura à prefeitura de Belo Horizonte em 1992 fez com que passasse a ter mais visibilidade entre o eleitorado mineiro. Na eleição de 3 de outubro de 1994, foi reeleito com 105 mil votos. Nesta mesma eleição, os tucanos elegeram Eduardo Azeredo para o governo mineiro e Fernando Henrique Cardoso para a presidência.
Durante o governo de Itamar Franco (1992–1995), apoiou a redução do mandato presidencial de cinco para quatro anos. Em 1995, após a eleição e posse de Fernando Henrique Cardoso, votou a favor da emenda constitucional que permitiu uma reeleição consecutiva ao presidente, governadores e prefeitos.
Em 1996, foi eleito presidente do PSDB de Minas Gerais. Nesta posição, foi uma peça-chave para a eleição estadual de 1998, quando o partido tentou reeleger o governador Eduardo Azeredo, mas não obteve êxito. Naquela eleição, reelegeu-se para o seu quarto e último mandato como deputado federal com 185 mil votos, o terceiro mais votado do Estado e o mais votado do PSDB em todo o país.
Em 1997, candidatou-se a líder da bancada tucana na Câmara dos Deputados. O cargo era ocupado por José Aníbal, deputado por São Paulo, e o deputado maranhense Jayme Santana contava com o apoio de Mario Covas, governador de São Paulo, e de José Serra, então ministro. Gradualmente, passou a conseguir apoio de políticos importantes, como Sérgio Motta, ministro das comunicações, de quatro governadores e do presidente FHC. Em 4 de março de 1997, em uma votação polarizada, obteve 45 dos 88 votos, ou 51,1% dos votos totais. Como líder do partido, manteve contato com outras lideranças, assessores e ministros do presidente da República.
Em 1999, após a desvalorização do Real e o aumento da alíquota da Contribuição Provisória sobre Movimentação Financeira (CPMF), a bancada do PSDB, que originalmente foi eleita com cem deputados, sofreu perdas, patrocinadas principalmente pelo PMDB. Aécio então tentou somar forças com o Partido da Frente Liberal (PFL) e o Partido Trabalhista Brasileiro (PTB) para lançar um candidato contra Michel Temer (PMDB), que comandava a Câmara dos Deputados desde 1997. Entre os candidatos cogitados, almejava ser ele mesmo o escolhido do grupo. No entanto, o governo federal não queria enfrentar o PMDB, na época o maior partido da Câmara. Após um acordo, Temer foi reeleito para mais um mandato de dois anos. Aécio conseguiu reconquistar alguns parlamentares para o PSDB, que passou a ter 93 deputados; ele permaneceu como líder da bancada do PSDB até fevereiro de 2001. Como líder do partido, foi admitido em março de 2000 à Ordem do Mérito Militar no grau de Comendador especial pelo então presidente Fernando Henrique Cardoso.

### Presidente da Câmara dos Deputados (2001–2002)

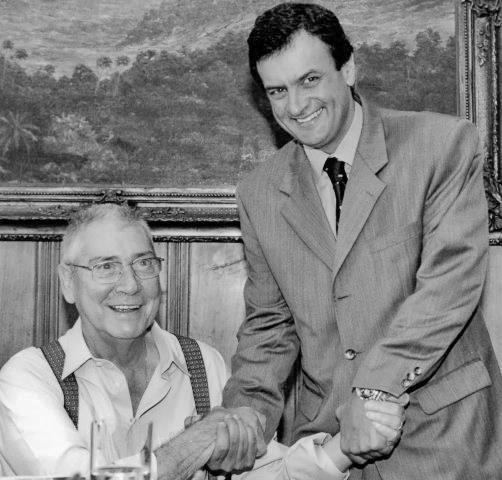
Aécio Neves e Mario Covas, governador de São Paulo, em 1999.

Em agosto de 1999, encontrou-se com Covas para saber sua opinião sobre a possibilidade dele disputar a presidência da Câmara. Covas questionou se Aécio tinha unidade na bancada e disposição para enfrentar resistências no partido e no governo, e ele respondeu positivamente. Covas então afirmou que daria apoio a sua candidatura. O governador estava se referindo à candidatura de Inocêncio Oliveira (PFL-PE), que presidiu a Câmara entre 1993–1995 e liderava a bancada de seu partido pela quarta vez consecutiva. Severino Cavalcanti (PPB-PE), outro integrante da base governista, também pleiteava o cargo. Seu próprio partido estabeleceu dificuldades; os deputados Arthur Virgílio (AM) e Arnaldo Madeira (SP) não queriam criar atrito com o PFL, e Aloysio Nunes Ferreira também manifestou-se contrário à candidatura. Aécio concluiu que sua candidatura só teria êxito com o apoio do PMDB, que não tinha um candidato natural ao cargo; em um jantar de lideranças tucanas e peemedebistas, ficou acertado o apoio do PMDB a Aécio, e, em troca, o PSDB deveria votar em Jader Barbalho (PMDB-PA) para presidir o Senado Federal.
Depois do PSDB oficializar sua candidatura ao cargo de presidente da Câmara, passou a tentar angariar novos apoios e conseguiu os votos favoráveis do Partido Popular Socialista (PPS), o PTB e o Partido Socialista Brasileiro (PSB). Poucos dias antes da eleição, Severino Cavalcanti desistiu da disputa em troca de um cargo na mesa diretora. A eleição passou então a ser disputada por Inocêncio, Aloizio Mercadante (PT-SP), Valdemar Costa Neto (PL-SP) e Nelson Marquezelli (PTB-SP), que concorreu de forma avulsa. No primeiro turno, em 14 de fevereiro de 2001, logrou 283 votos, contra 117 de Inocêncio, 81 de Mercadante, 21 de Costa Neto e 3 de Marquezelli. Como recebeu 56% dos votos válidos, não precisou ocorrer um segundo turno. No Senado, Barbalho foi eleito com 50,5% dos votos, também em primeiro turno.

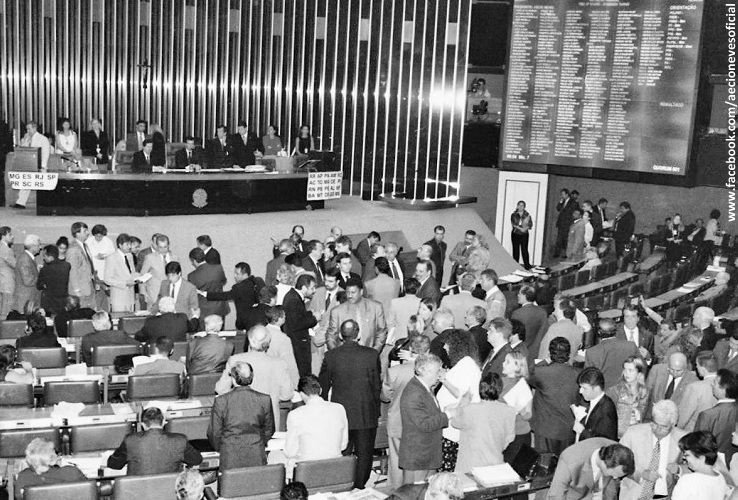
Aécio presidindo a mesa diretora durante a sessão de votação do "Pacote Ético", em dezembro de 2001

Aécio assumiu a presidência da Câmara no mesmo dia em que foi eleito, e tornou-se o primeiro mineiro eleito para este cargo em trinta anos. Em seus primeiros dias, apresentou algumas medidas para reduzir gastos e instituiu uma verba de gabinete, uma reivindicação antiga dos deputados que autorizou gastos com aluguel de escritórios nos estados que os parlamentares representam, o frete de veículos, a compra de passagens, além de outras despesas. Apesar do anúncio de corte de gastos no início do mandato, defendeu o investimento permanente em ações de divulgação da instituição e na realização de pesquisas de opinião pública sobre o trabalho dos deputados. Também empreendeu uma reforma administrativa, criou a ouvidoria parlamentar, e, para tornar o trabalho legislativo mais visível, criou um portal na internet. Durante seu primeiro ano de mandato, apresentou o "Pacote Ético", que, após ser aprovado pelo Congresso Nacional via Emenda Constitucional, acabou com a imunidade parlamentar para crimes comuns, e criou o Código de Ética e Decoro e a Comissão de Ética.
No final de maio de 2001, arquivou um pedido de impeachment por suposto crime de responsabilidade contra o presidente Fernando Henrique Cardoso apresentado pelos juristas Celso Antônio Bandeira de Mello, Dalmo Dallari, Fábio Konder Comparato, Gofredo da Silva Teles Júnior e Paulo Bonavides. O arquivamento foi criticado por membros da oposição, que defendiam que a aceitação do pedido fosse submetida à apreciação do plenário, da mesma forma que Michel Temer havia feito em 1999.
Como presidente da Câmara dos Deputados, era o segundo na linha de sucessão presidencial, atrás apenas do vice-presidente da República. Em junho de 2001, o presidente FHC e o vice-presidente Marco Maciel viajaram para a Bolívia, fazendo com que Aécio fosse o presidente em exercício entre 22 a 25 de junho. Dois meses antes, Maciel recusou um convite do presidente para viajar ao Canadá para evitar que Aécio assumisse a presidência, em protesto contra a derrota de Inocêncio.
Depois de presidir um dos poderes do país, Aécio não queria voltar a ser candidato a deputado federal. Ele preferia lançar-se ao Senado Federal ou ao governo mineiro na eleição de 2002. Com o partido abalado com a desistência de Tasso Jereissati a uma eventual candidatura presidencial, e seus posteriores conflitos com José Serra, além da morte de Covas (que antes era cogitado como um possível candidato), um movimento interno passou a testar Aécio como um eventual candidato à presidência da República. Um grupo composto por setenta deputados do PSDB assinou uma lista de apoio a Aécio para a eleição de 2002, o que irritou profundamente Serra. No entanto, em entrevista à Dora Kramer, jornalista do Jornal do Brasil, declarou: "Se me dessem de graça e avisassem que a posse seria amanhã às 9h, eu não estaria lá. Tenho senso das coisas, nada do que
aconteceu no último ano me fez tirar um milímetro os pés do chão, e sigo uma lição de família: na política, hoje você está lá em cima,
assediado, amanhã sua única companhia pode ser o ostracismo." O candidato presidencial acabou sendo Serra, que foi derrotado no segundo turno por Lula na eleição de 2002. Lula obteve 61% dos votos e Serra 39%.

### Eleição para governador em 2002
Em novembro de 2001, os deputados estaduais e federais do PSDB mineiro escolheram Aécio para disputar o governo do Estado na eleição de 2002. O plano eleitoral de Aécio, no entanto, era o de candidatar-se ao Senado Federal em 2002, e, posteriormente, tentar ser o presidente do Senado. Em junho de 2002, o governador Itamar Franco desistiu de concorrer à reeleição. Itamar não quis disputar a vaga de candidato do PMDB com Newton Cardoso. Após a desistência de Itamar, Aécio decidiu candidatar-se ao governo. Itamar desfiliou-se do PMDB e contou a Patrus Ananias, do PT, que gostaria de apoiar-lhe na eleição para governador. Patrus afirmou ao governador que não seria candidato, uma vez que apoiava o deputado federal Nilmário Miranda. Em 18 de junho de 2002, Itamar declarou apoio à candidatura de Aécio, sua segunda opção.
Aécio recebeu o apoio formal de um total de nove partidos políticos, que formaram a coligação "Minas Unida". Clésio Andrade, do PFL, e então presidente da Confederação Nacional do Transporte (CNT), foi o candidato a vice-governador. Desde o início oficial da campanha, em julho, Aécio liderou todas as pesquisas realizadas pelo Datafolha, Sensus e Ibope. Aécio também tinha os menores índices de rejeição e nas projeções de segundo turno venceria Nilmário e Newton. Nas últimas semanas da campanha, as pesquisas indicavam sua vitória no primeiro turno, chegando aos 61% na pesquisa do Datafolha realizada na véspera da eleição.
Em 6 de outubro, foi eleito governador com 5 282 043 votos (57,68%), a maior votação da história do Estado até então. Nilmário ficou em segundo lugar, com 2 813 857 votos (30,73%), seguido por Newton Cardoso, que recebeu 612 732 votos (6,69%). Os outros candidatos obtiveram cerca de 5% dos votos.

### Governador de Minas Gerais (2003–2010)

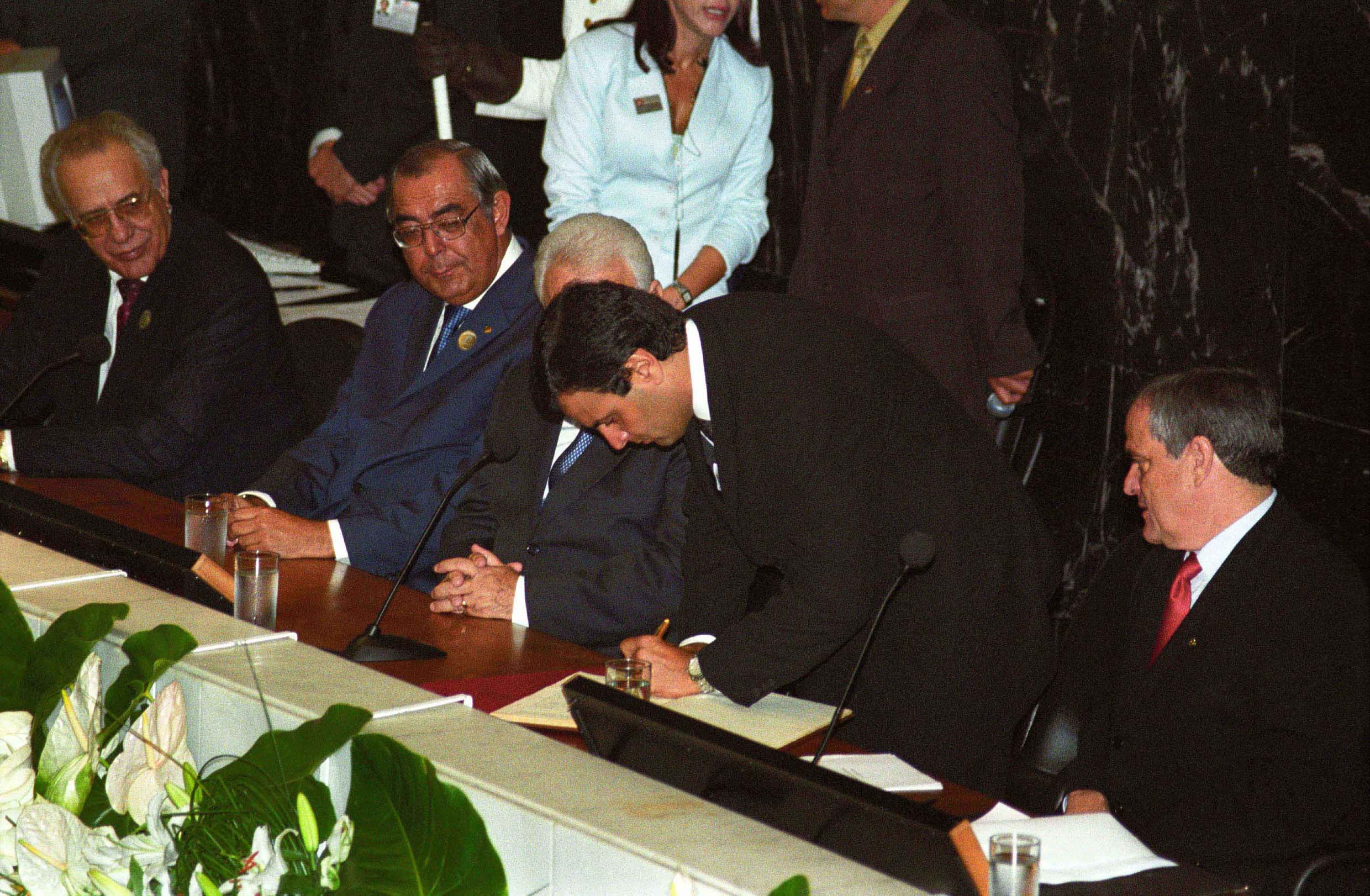
Posse de Aécio como governador de Minas Gerais em 1.º de janeiro de 2003

Em 1.º de janeiro de 2003, Aécio tomou posse como governador de Minas Gerais, sucedendo Itamar Franco. Durante seu primeiro mandato, Aécio foi promovido por Lula ao grau de Grande-Oficial da Ordem do Mérito Militar. Reeleito governador de Minas Gerais em 2006, tomou posse em 1.º de janeiro de 2007. Permaneceu no cargo até 31 de março de 2010, quando renunciou para se candidatar a uma vaga no senado. Foi sucedido pelo vice-governador Antonio Anastasia.

### Eleição para governador em 2006

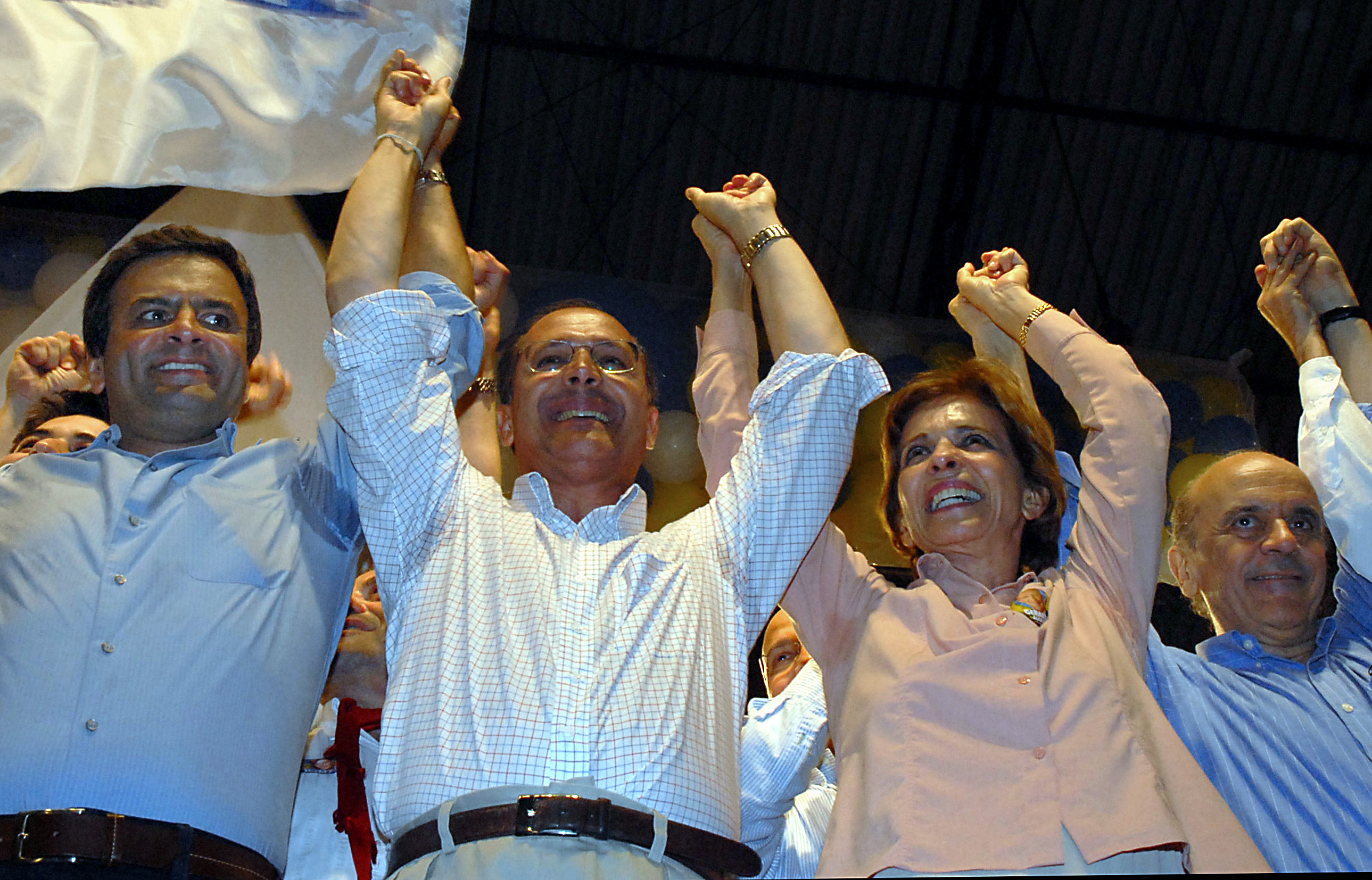
Aécio Neves ao lado do governador de São Paulo, Geraldo Alckmin, da ex-governadora do Rio Grande do Sul, Yeda Crusius, e do ex-governador e ex-prefeito de São Paulo, José Serra.

Em 28 de março de 2006, Aécio anunciou sua candidatura à reeleição. Ele disse que levaria adiante um projeto nacional que visaria um maior "equilíbrio na federação", declarando que "esse movimento pelo equilíbrio da federação vai ficar muito forte, vai desaguar no Estado que estiver mais unido. Temos agora a unidade histórica de Minas, que vai tentar exercer um papel de liderança. Não sei onde isso vai desaguar, vamos ver quem estará mais forte".
Desde o início da campanha, devido a sua alta popularidade, Aécio foi considerado um candidato "quase imbatível". A coligação de Aécio recebeu o nome de "Minas Não Pode Parar" e foi composta por dez partidos, e teve como candidato a vice-governador Antonio Anastasia, também do PSDB. Ele recebeu o apoio do ex-presidente Itamar Franco, de artistas como Fafá de Belém e músicos do Skank e do Jota Quest.
Aécio visitou 53 municípios durante a campanha, mas não compareceu a debates. A sua vitória no primeiro turno já era dada como certa por muitos analistas políticos, mesmo antes dele atingir a faixa dos setenta por cento das intenções de votos. Ele manteve um bom relacionamento com as lideranças petistas, principalmente com o presidente Lula e com o prefeito de Belo Horizonte, Fernando Pimentel. Isso fez com que denúncias de corrupção fossem ignoradas durante a campanha. Apesar disso, o candidato petista declarou várias vezes que o déficit zero era uma "farsa".
Na votação realizada em 1.º de outubro, Aécio foi reeleito governador de Minas Gerais com 7 482 809 de votos (77,03%), seguido por Nilmário Miranda, que obteve 2 140 373 votos (22,03%). Ele alcançou a segunda maior votação percentual do país para o cargo, sendo superado apenas por Paulo Hartung. Na eleição presidencial, Aécio apoiou Geraldo Alckmin, que não foi eleito presidente e perdeu para Lula em Minas Gerais nos dois turnos.

### Eleições de 2010

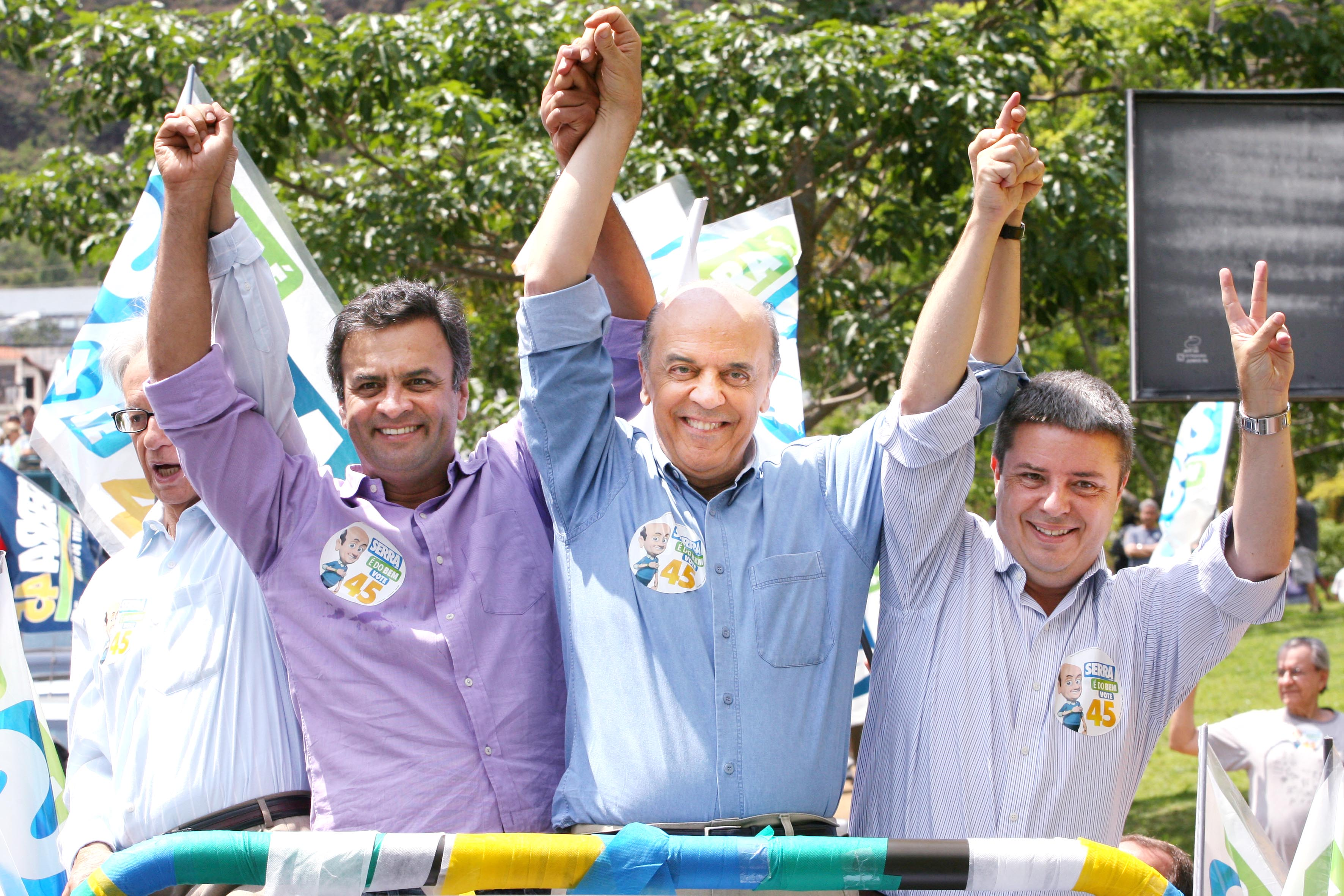
Aécio com Serra e Anastasia durante a campanha de 2010.

Aécio esperava ser o candidato a presidência da República por seu partido na eleição presidencial em 2010. Segundo a revista Época, ele teria sido convidado em 2009 pelo PMDB para ser o candidato de Lula à presidência do Brasil. O governador do Rio de Janeiro, Sérgio Cabral, teria feito força para que isso acontecesse. Aécio preferiu esperar e não se separar do seu partido, pois esperava contar com o apoio dele para se candidatar no lugar de José Serra.
Aécio declarou que sua prioridade em 2010 seria eleger o vice-governador Antonio Anastasia como seu sucessor. Por diversas vezes, negou a possibilidade de formar uma chapa "puro-sangue" encabeçada por Serra. Em novembro de 2009, Aécio apresentou suas propostas caso fosse escolhido como o candidato do partido. Um mês depois, diante da hesitação do PSDB e de Serra em posicionar-se como candidato, Aécio declarou que se lançaria ao Senado Federal nas eleições de 2010.
Aécio foi recebido com entusiasmo no lançamento da pré-campanha presidencial de Serra em Brasília. Durante a campanha eleitoral, ele compareceu a eventos e fez campanha para Serra.

### Primeiro período como senador da República

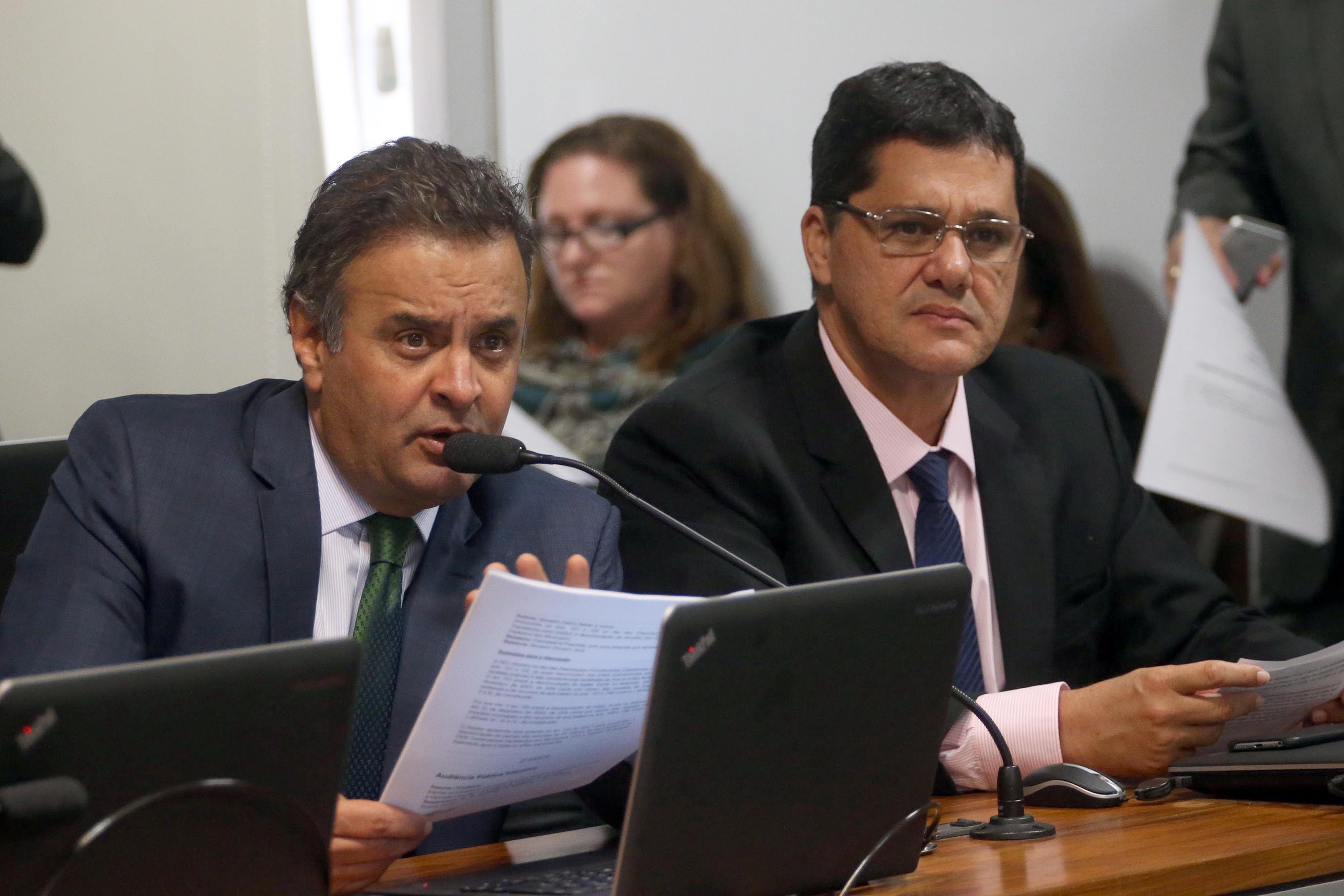
Aécio discursando na Comissão de Constituição e Justiça do Senado, em 2013

Em 31 de março de 2010, Aécio renunciou ao cargo de governador para poder concorrer ao Senado Federal. Foi eleito em 3 de outubro do mesmo ano com 7 565 377 votos (39,47%), juntamente com o ex-presidente Itamar Franco. Aécio foi o terceiro senador mais votado em 2010, sendo superado apenas por Aloísio Nunes e Marta Suplicy, eleitos por São Paulo. Foi o sexto proporcionalmente mais votado do país. Ele também conseguiu eleger o seu sucessor para o governo de Minas Gerais, Antonio Anastasia.
Em abril de 2011, Aécio se recusou a fazer o teste do bafômetro e teve a carteira de habilitação apreendida em uma blitz da Lei Seca no Rio de Janeiro. A carteira de habilitação foi apreendida por estar vencida. Segundo os policiais, Aécio foi liberado por não apresentar sinais de embriaguez. Sua assessoria informou que o bafômetro não foi realizado e que ele não sabia que a carteira de habilitação estava vencida.
Como parlamentar, defendeu a elaboração de um novo pacto federativo; o fortalecimento da ação parlamentar, com a restrição ao uso das medidas provisórias; a redução de impostos; transformar o Bolsa Família em uma política de Estado; a ampliação dos direitos dos trabalhadores domésticos; o direcionamento de 10% da receita do governo federal para a área de saúde; a mudança no cálculo usado para pagamento dos royalties da mineração. Dentre sua iniciativas, está a articulação de um acordo suprapartidário para fortalecer o Poder Legislativo e alterar as normas para edição e tramitação de medidas provisórias (MPs) no Congresso Nacional.
Aécio faz oposição ao governo de Dilma Rousseff, juntamente com nomes expressivos da política nacional, como Cássio Cunha Lima, Álvaro Dias, Aloysio Nunes Ferreira, Pedro Simon, Randolfe Rodrigues, Pedro Taques e outros. Em abril de 2011, apontou os "Caminhos da Oposição" e definiu três pilares no papel da oposição: ''coragem, responsabilidade e ética''. Em 21 de fevereiro de 2013, no mesmo dia em que o Partido dos Trabalhadores fez um ato comemorando os seus dez anos no governo federal, ele fez um discurso no Senado Federal enumerando os "13 fracassos" do partido durante os dez anos de gestão.

### Eleição presidencial em 2014

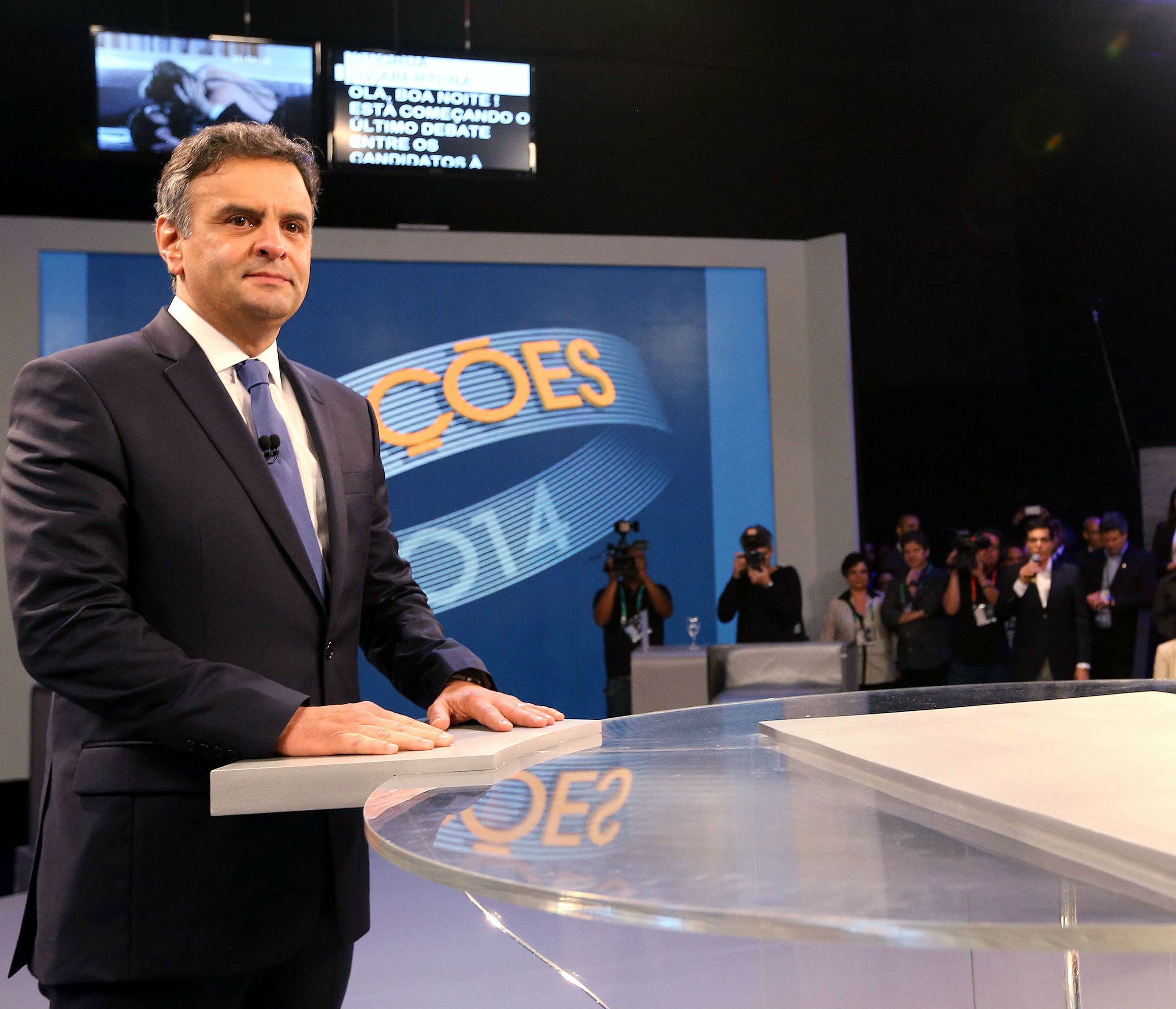
Aécio no último debate do segundo turno da eleição presidencial de 2014

Em dezembro de 2012, o ex-presidente Fernando Henrique Cardoso lançou Aécio como pré-candidato do PSDB à presidência em 2014. Como na eleição de 2010, José Serra e Aécio travaram uma disputa interna pelo apoio do partido pela candidatura à presidência. Com a desistência de Serra em dezembro de 2013, Aécio tornou-se o único pré-candidato do partido. Ele foi oficializado como candidato em 14 de junho, durante a Convenção Nacional do PSDB. Seu candidato a vice foi anunciado em 30 de junho, sendo escolhido Aloysio Nunes, senador por São Paulo.

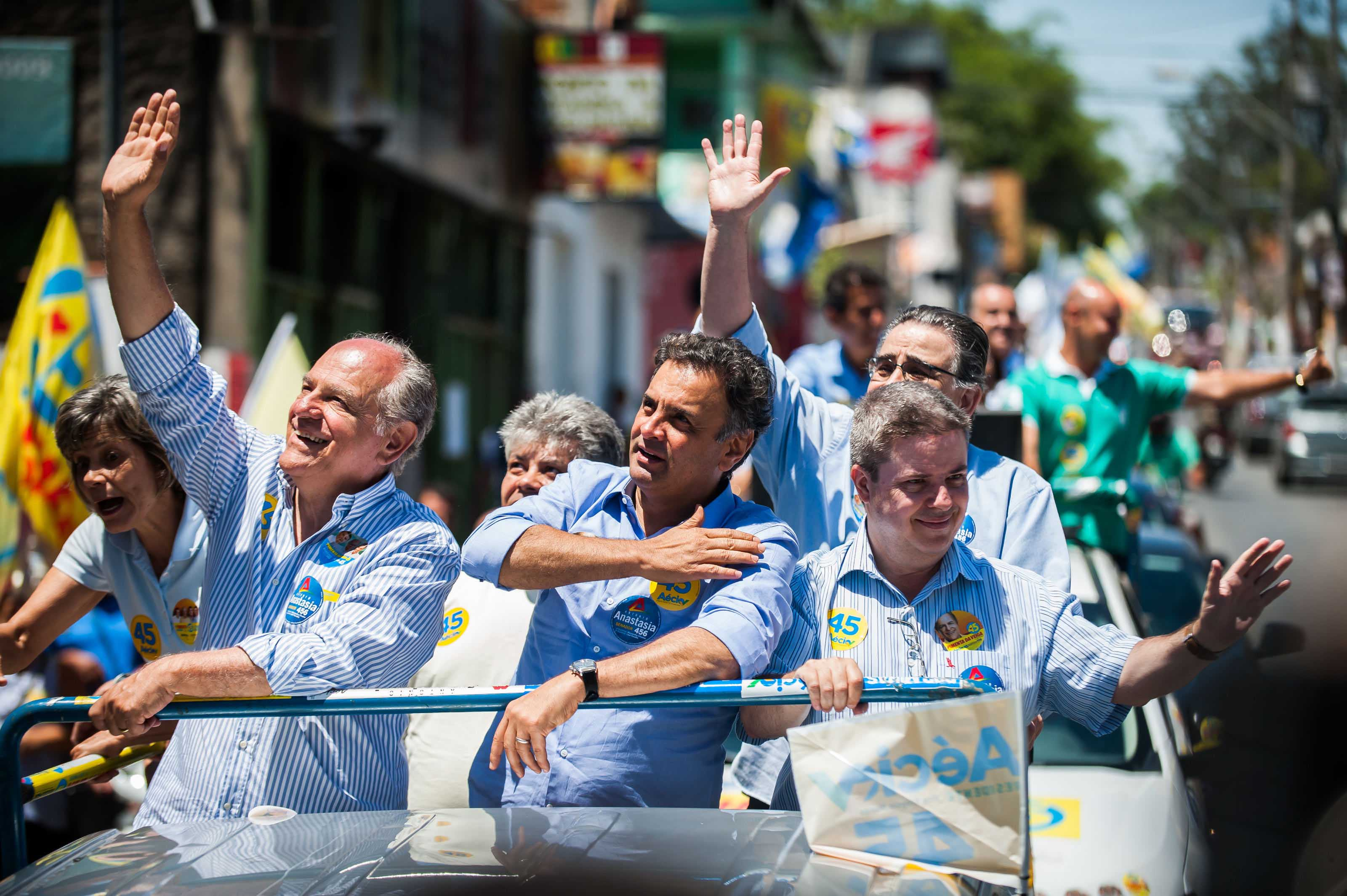
O candidato à Presidência da República, Aécio Neves, acompanhado dos candidatos ao Governo de Minas, Pimenta da Veiga, e ao Senado, Antonio Anastasia, participou de carreata na Região Metropolitana de Belo Horizonte.

Aécio divulgou durante a campanha as seguintes propostas: recuperação da credibilidade financeira do país com a melhoria no ambiente de negócios e aumento da produtividade; reduzir o número de ministérios; aumento da eficiência e planejamento no setor público através de choque de gestão; a manutenção e melhoria de programas como Bolsa-Família e Mais Médicos; o combate pleno a corrupção e compromisso com a ética pública; educação de qualidade como direito básico de cidadania; segurança pública como responsabilidade nacional; mais autonomia para estados e municípios; retomada de pautas ligadas a preservação do meio ambiente e sustentabilidade; e reforma tributária. Também comprometeu-se a encaminhar ao Congresso Nacional uma proposta de reforma política com fim da reeleição, mandatos de cinco anos, fim do voto de legenda e instituição do voto distrital.
Em 5 de outubro de 2014, Aécio foi para o segundo turno após obter 34,8 milhões de votos, cerca de 33,5%. No segundo turno, realizado em 26 de outubro, Aécio foi derrotado por Dilma Rousseff (PT). O tucano obteve 51 038 023 votos, cerca de 48,36% dos válidos, enquanto a petista conseguiu 54 501 118 votos, menos de 3,5 milhões de diferença. Foi a segunda disputa pela presidência da República mais acirrada da história brasileira, desde a redemocratização. A mais acirrada foi no segundo turno da eleição presidencial de 2022, quando Lula venceu Bolsonaro com uma diferença de quase dois milhões de votos.

### Presidente nacional do PSDB

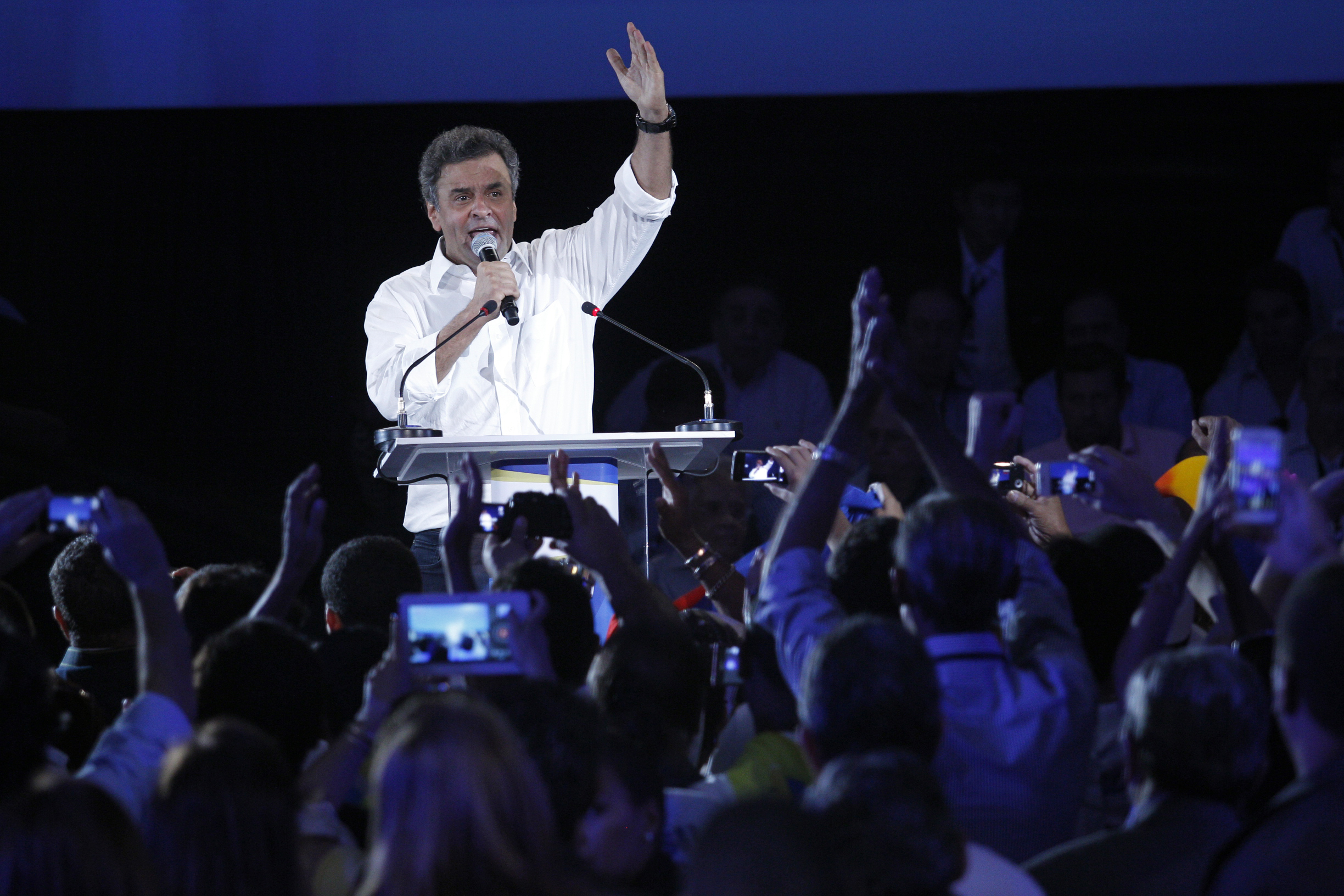
Aécio discursando na Convenção Nacional do PSDB, em 2013

Em 18 de maio de 2013, Aécio foi eleito presidente nacional do PSDB, substituindo o deputado federal Sérgio Guerra. A convenção que o elegeu, com 97,3% dos votos, foi uma das maiores da história do partido, com mais de quatro mil presentes. Como presidente do partido, ele foi o protagonista do programa partidário do PSDB exibido em setembro de 2013. Neste programa, Aécio falou sobre a inflação, problemas de infraestrutura e de obras inacabadas, e sobre as manifestações populares ocorridas em 2013.
Em setembro de 2013 Aécio Neves e o Instituto Teotônio Vilela, organização de estudos e formação política do PSDB, lançaram o Portal Social do Brasil. O Portal contém informações de 81 projetos sociais nas áreas de juventude, infância, educação, saúde, pobreza, assistência social, emprego, habitação, segurança alimentar, prevenção e combate às drogas, mulheres, idosos e pessoas com deficiência implantados pelos governos estaduais e prefeituras administrados pelo PSDB.
Em 18 de maio de 2017, com o afastamento de Aécio Neves, o deputado federal Carlos Sampaio assumiu a presidência interinamente. Aécio foi substituído por Geraldo Alckmin

### Segundo período como senador da República

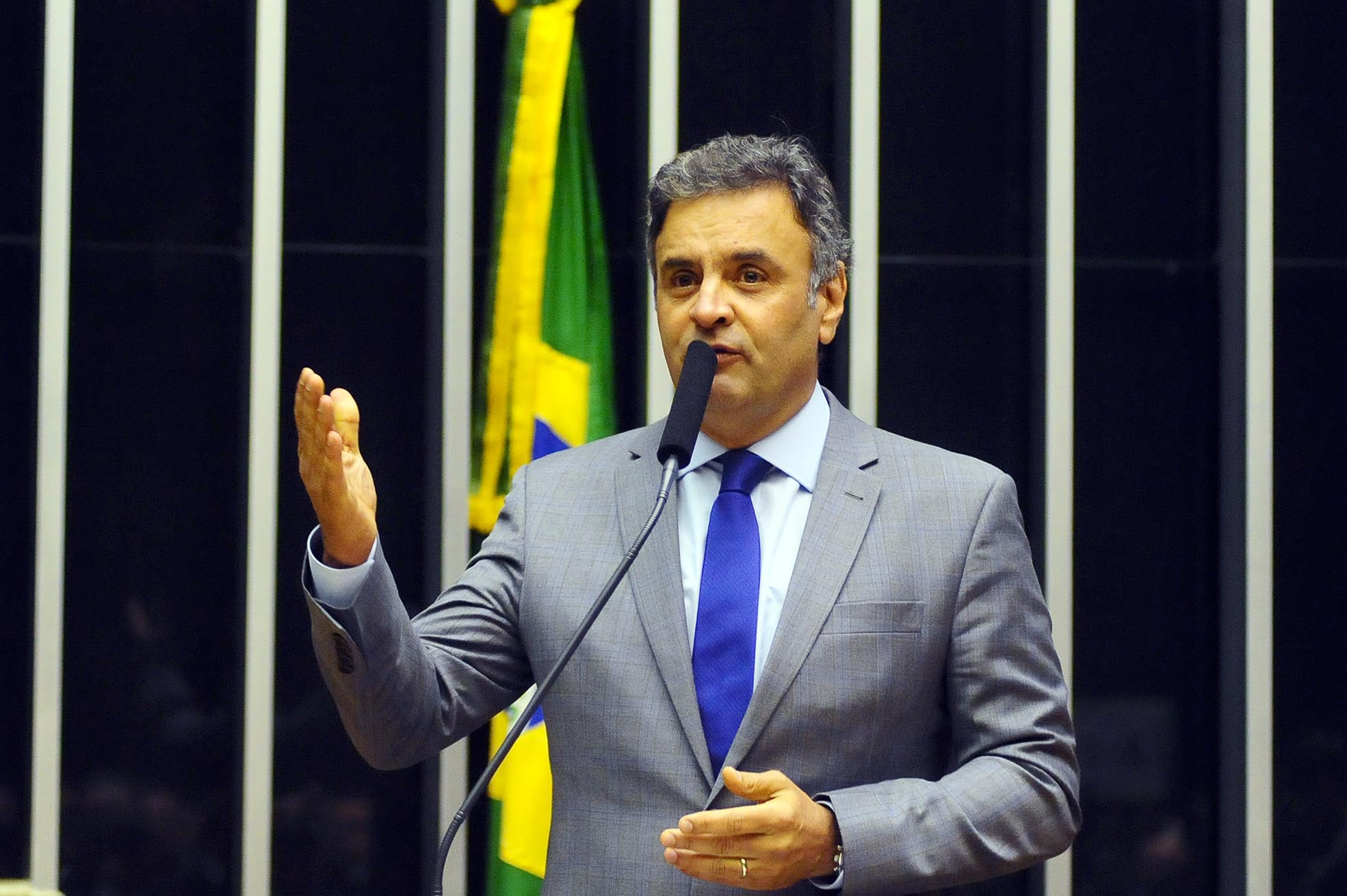
Aécio discursando durante sessão conjunta do Congresso Nacional em novembro de 2014

Em junho de 2015, Aécio fez parte de uma comitiva de senadores brasileiros que esteve em Caracas, para visitar o preso político Leopoldo López e tomar ciência da real situação da Venezuela, mas o grupo foi hostilizado por manifestantes pró-governo e retornou ao Brasil sem conseguir cumprir seus compromissos. Os senadores atendiam ao apelo feito por opositores de Nicolás Maduro, que classificaram seu regime como ditatorial. Aécio declarou que o incidente em Caracas foi inadmissível e que a oposição exigiria um posicionamento duro do governo brasileiro sobre o ocorrido, afirmando: "Nós vamos, do ponto de vista político, congressualmente fazer as retaliações necessárias."
Em 2015, o senador perdeu uma ação judicial movida contra os sites de busca Yahoo, Bing e Google. A ação iniciada em 2013, contestava a exibição destes mecanismos virtuais de busca, de notícias alegadas falsas pelo senado, que o relacionavam a desvios de verbas da saúde. O juiz do caso Rodrigo Garcia Martinez entendeu, que embora falsas as notícias, não poderiam ser responsabilizados os sites que funcionariam como "livreiros virtuais" não se responsabilizando pelas ideias divulgadas nestes sites.

### Operação Lava Jato
Em 2015 o jornal Folha de S.Paulo publicou em reportagem que o senador Aécio Neves foi citado em depoimento de delação de Carlos Alexandre de Souza Rocha, que nas investigações da Operação Lava Jato é investigado como um dos funcionários do doleiro Alberto Youssef, afirmou que fez uma entrega de trezentos mil reais a um dos diretores da UTC, Antonio Carlos D'Agosto Miranda, e que o valor era destinado a Aécio Neves. A reportagem também aponta que a assessoria do senador nega a acusação e o Supremo Tribunal Federal homologou o depoimento.
O senador Delcídio do Amaral acusou Aécio, em delação premiada homologada em 15 de março de 2016 pelo STF, de ter recebido vantagens ilegais na estatal de energia Furnas. Dimas Toledo, ex-diretor de engenharia de Furnas, era quem operava o esquema de corrupção na referida estatal e teria, segundo o depoente, "fortes vínculos" com Aécio. Em março de 2021,  a pedido da Procuradoria-Geral da República (PGR), o STF arquivou o inquérito após não ser constatada nenhuma irregularidade cometida pelo parlamentar. A outra acusação feita por Delcídio contra Aécio já havia sido arquivada pelo STF a pedido da PGR , também por não ter sido indicado ato irregular praticado pelo parlamentar. Em entrevista posterior, o próprio Delcídio afirmou que as acusações feitas eram de "ouvir dizer". "Agora falam do Aécio. O Aécio é o principal líder da oposição. Mas tudo o que pesa contra ele é na base do ouvir dizer. O do Mercadante e que implica Dilma, não. É factual. Tá aí."
O senador também foi acusado, por um executivo da Odebrecht, de montar um esquema de propina, enquanto ele era governador de Minas. Neves defendeu que o chamado "2, 5 a 3 por cento propina" foram doações legitimas "que todo o conteúdo é de conhecimento público". Em abril de 2017, o relator da Operação Lava-Jato, Edson Fachin, autorizou a investigação das denúncias contra o senador pela Procuradoria Geral da República.

#### Acusado e Absolvido na Operação Patmos

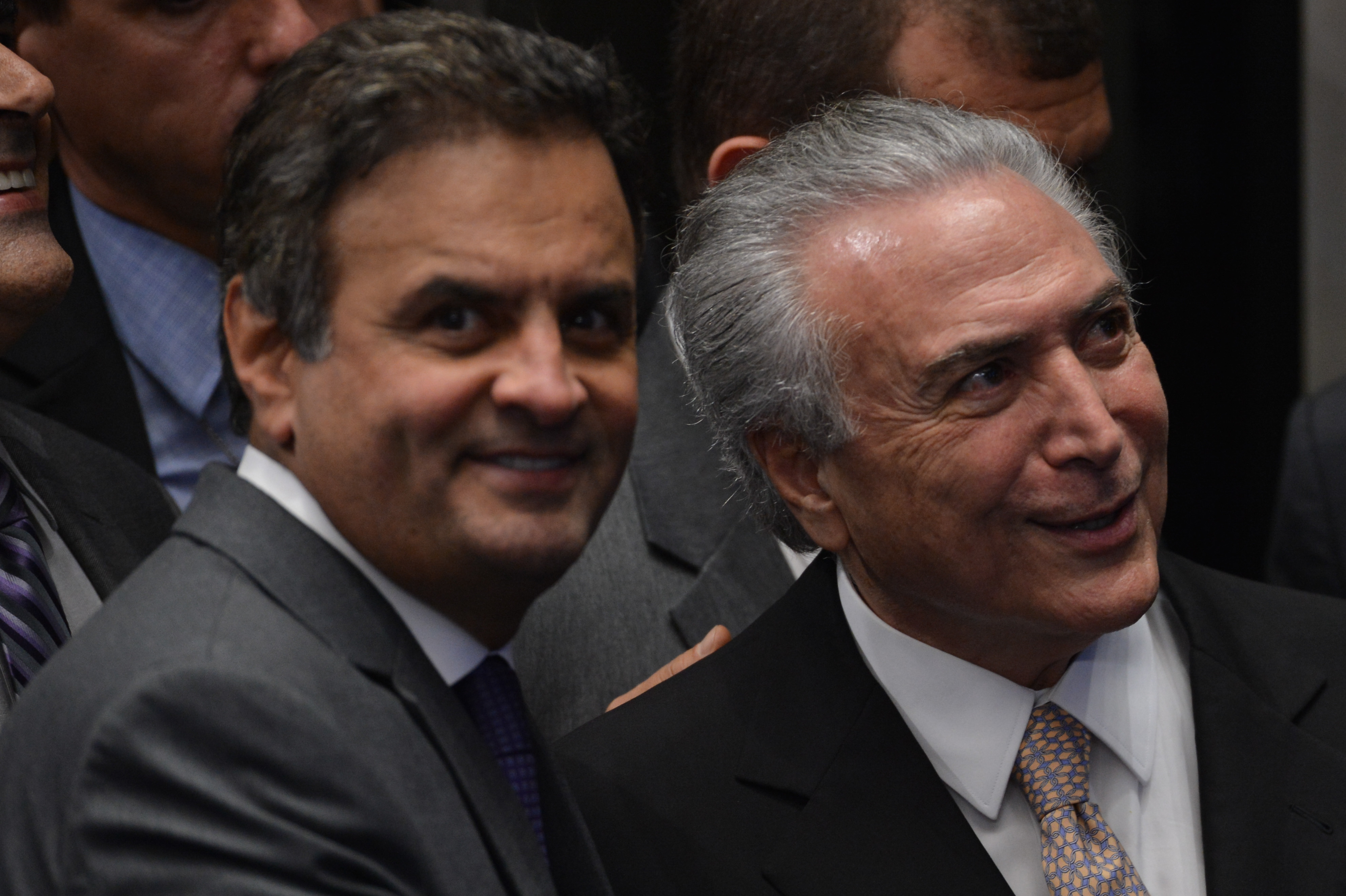
Aécio na posse de Michel Temer como presidente, em agosto de 2016. Posteriormente, ambos foram alvos da Operação Patmos.

No dia 17 de maio de 2017, após uma publicação on-line do jornal O Globo, foi deflagrada a delação premiada de Joesley Batista e Wesley Batista, empresários da JBS, na qual há uma gravação de 30 minutos de Aécio Neves pedindo a Joesley 2 milhões de reais, quantia que seria usada para pagar sua defesa na Lava Jato. Toda a operação de recebimento do dinheiro foi filmada e rastreada pela Polícia Federal, sendo que o dinheiro foi depositado em uma empresa do também senador Zeze Perrella.
No dia 18 de maio a delação premiada foi homologa pelo ministro do STF Luiz Edson Fachin. No mesmo dia, Aécio Neves foi afastado do Senado por ordem de Fachin, que determinou que Aécio Neves fosse impedido de exercer as atividades parlamentares. A decisão foi rapidamente revertida por decisão de ampla maioria do plenário do Senado Federal.
Ainda no dia 18 de maio, Andrea Neves, irmã de Aécio, foi presa pela Polícia Federal em Brumadinho, na Região Metropolitana de Belo Horizonte, à mando do Procurador Geral da República, Rodrigo Janot. Andrea Neves foi presa devido a suspeitas de que ela tenha pedido dinheiro ao empresário Joesley Batista em nome de Aécio Neves. Frederico Pacheco de Medeiros, primo do senador Aécio Neves, também foi preso em Nova Lima, sendo que ele foi o responsável por receber o dinheiro solicitado a JBS.  Rodrigo Janot ainda solicitou a prisão do senador Aécio Neves, mas o relator da Lava Jato no STF, Edson Fachin, negou o pedido.
Em 2 de junho de 2017 o Procurador-Geral da República, Rodrigo Janot, denunciou Aécio Neves ao Supremo Tribunal Federal pelos crimes de corrupção passiva e obstrução da Justiça. Na denúncia, o Procurador-Geral da República pede que Aécio e sua irmã Andrea sejam condenados a pagar R$ 6 milhões a título de reparação por danos morais decorrentes de corrupção (R$ 4 milhões) e reparação por danos morais (R$2 milhões) causados por suas condutas. A denúncia é baseada nas investigações da operação Patmos. Eles foram citados nas relações premiadas de executivos da JBS. Em abril de 2018, o STF aceitou denúncia apresentada pela PGR a partir da Patmos e tornou Aécio réu.
Em 11 de março de 2022, Aécio Neves e os outros réus foram absolvidos pela 7ª Vara Criminal Federal de São Paulo. No dia 27 de julho, o TRF-3 confirmou a decisão da 1ª instância e inocentou Aécio por unanimidade. O juiz Ali Mazloum considerou a denúncia do Ministério Público improcedente, e afirmou que ficou provada a inexistência de crimes cometidos por Aécio Neves e pelos outros três réus.

### Censura ao Novo Jornal de Minas Gerais
Em 2008 o Observatório da Imprensa sugeriu que o Novo Jornal sofreu empastelamento "virtual", com uso da justiça de Minas Gerais, a fim de omitir notícias negativas sobre Aécio Neves e outros políticos do estado, configurado  pela retirada do ar do site que publicara a Lista de Furnas, que foi comprovadamente falsificada. Por outro lado, o dono do Novo Jornal foi preso por falsificação de documentos e por tentar chantagear políticos com matérias e documentos falsos com acusações caluniosas.

### Quinto e sexto mandatos como deputado federal
Nas eleições de 2018, Aécio desejava ser candidato à reeleição como senador ou buscar um terceiro mandato como Governador de Minas. Mas tendo em vista o majoritário apoio à candidatura do senador Antonio Anastasia que liderava às pesquisas para governador, decidiu se candidatar a Deputado Federal deixando a vaga ao Senado em aberto para ampliar o leque de aliados. Durante a campanha, Aécio manteve uma postura discreta e não realizou grandes eventos eleitorais, apesar de ter recebido expressiva parcela do fundo eleitoral de seu partido, tendo sido eleito com apenas 106 mil votos, ficando na 18ª posição.
Em 2019, votou a favor da Reforma da Previdência do governo Jair Bolsonaro. Em 2021, votou a favor da privatização da Eletrobras. Em 2022 se reelegeu para mais um mandato na Câmara, desta vez com pouco mais de 85 mil votos.

## Vida pessoal

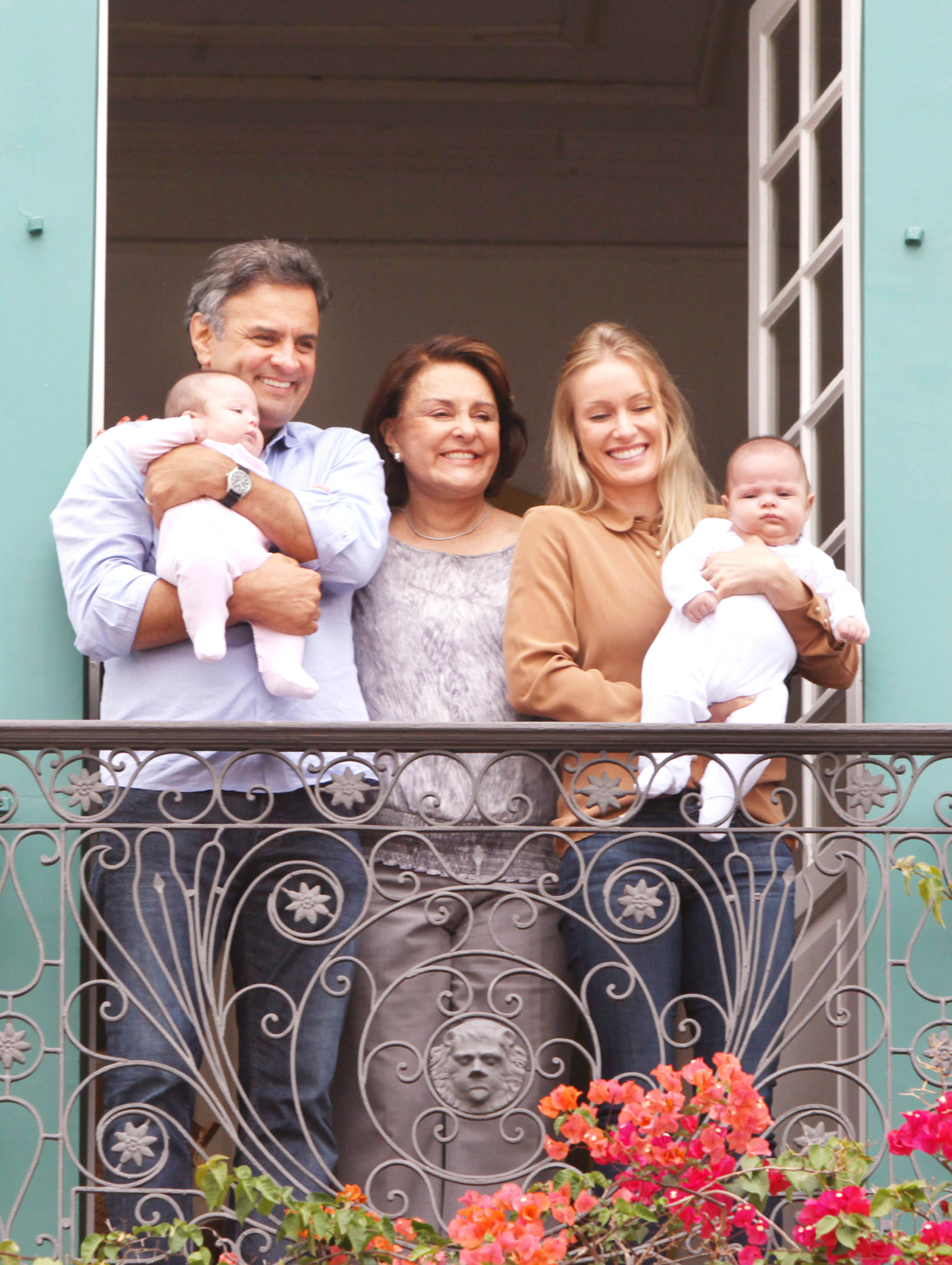
Aécio com sua mãe, sua ex-esposa e filhos em outubro de 2014

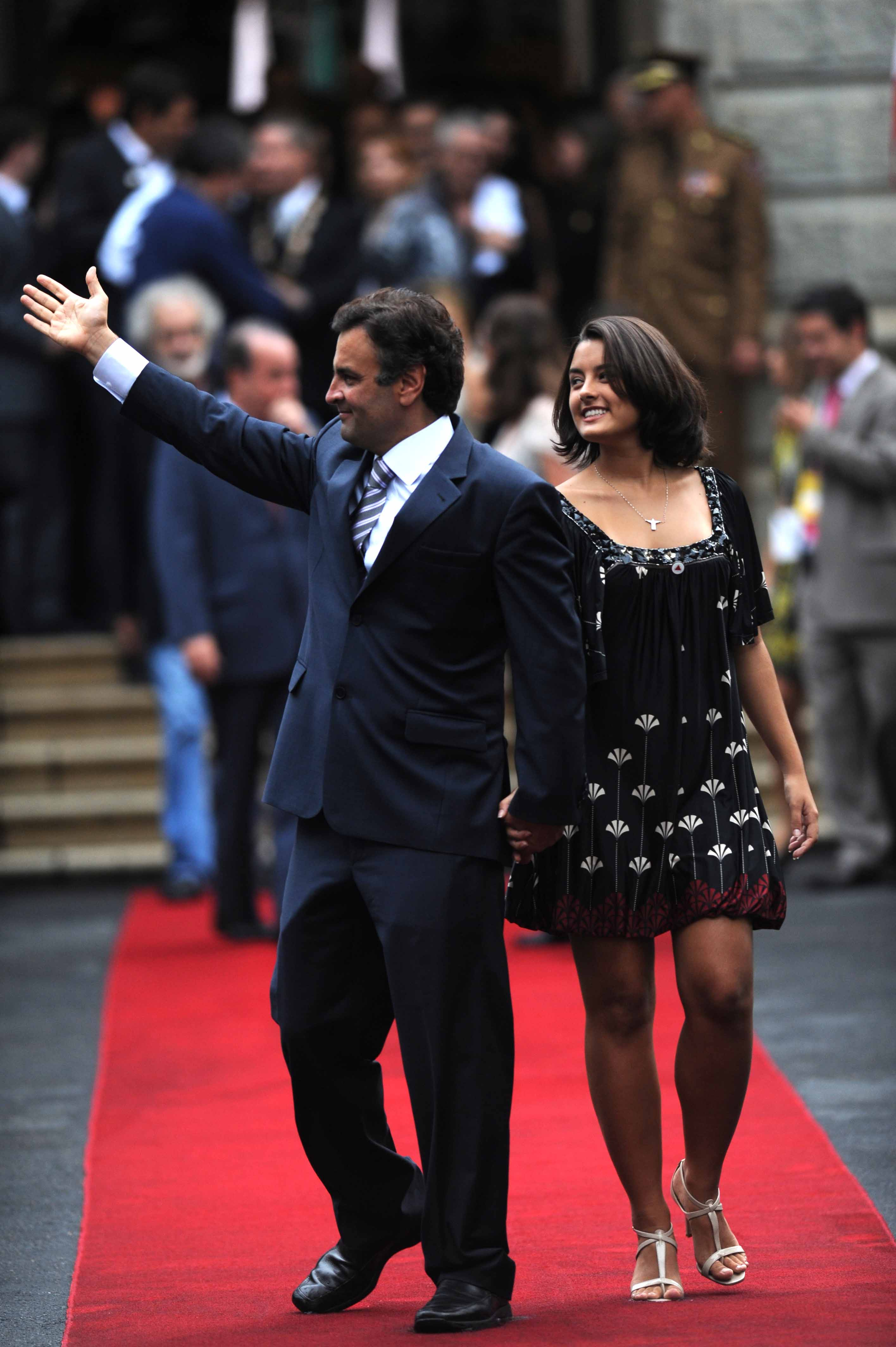
Aécio Neves e sua filha mais velha, Gabriela, na sua despedida do Governo de Minas Gerais em 2010.

Aécio foi casado duas vezes, entre 1991 e 1998 com a advogada Andreá Falcão, com quem teve uma filha, Gabriela Falcão Neves, nascida em 1991.
Entre 2013 e 2023, foi casado com a ex-modelo Letícia Weber, com quem teve dois filhos, os gêmeos Julia e Bernardo, que nasceram prematuramente em 8 de junho de 2014.
Nas eleições de 2010, Aécio declarou ao Tribunal Superior Eleitoral ter um patrimônio de R$ 617 mil. Na sua prestação de contas para as eleições de 2014 declarou ter um patrimônio de R$ 2,4 milhões. Segundo Aécio, o aumento se deve ao recebimento da herança de seu pai, falecido em 2010.
Perdeu o pai, o ex-deputado Aécio Ferreira da Cunha, no dia 3 de outubro de 2010, aos 83 anos. Natural de Teófilo Otoni, ele estava internado numa UTI (Unidade de Terapia Intensiva) do hospital Lifecenter, em Belo Horizonte. Já a mãe, Inês Maria Neves Faria, morreu no dia 14 de agosto de 2023, em Belo Horizonte. Ela tinha 84 anos e morreu em casa. A causa da morte não foi divulgada.

## Posições políticas
| União de pessoas do mesmo sexo | Privatização                  | Imprensa livre        | ? Liberdade religiosa       | ? Pena de morte             | Reforma tributária             |
| Democracia                     | Cotas raciais                 | Legalização de drogas | Reforma agrária             | Reforma política            | ? Apoio ao software livre      |
| ? Imigrantes                   | ? Prisão perpétua             | Desarmamento          | Criminalização da homofobia | ? Desarmamento nuclear      | Regularização da terceirização |
| Aborto (como escolha)          | Combate ao aquecimento global | Intervenção militar   | Direitos indígenas          | Redução da maioridade penal |                                |

## Prêmios e honrarias
Aécio foi considerado pela revista Época como um dos 100 brasileiros mais influentes em 2007, 2008, 2009, 2010, 2011, 2012 e 2013. Como deputado federal e senador, foi eleito um dos "Cabeças do Congresso", lista produzida pelo Departamento Intersindical de Assessoria Parlamentar (Diap).
| Fita | País   | Honra                                              | Data                   |
| ---- | ------ | -------------------------------------------------- | ---------------------- |
|      | Brasil | Medalha do Mérito Santos-Dumont                    | 22 de maio de 2001     |
|      | Brasil | Grã-Cruz da Ordem Nacional do Mérito Científico    | 13 de julho de 2001    |
|      | Brasil | Grande-Oficial especial da Ordem do Mérito Militar | 25 de março de 2003    |
|      | França | Comendador da Ordem Nacional da Legião de Honra    | 13 de novembro de 2008 |
|      | Brasil | Medalha Ulysses Guimarães                          | 29 de outubro de 2013  |

## Desempenho em eleições
| Ano  | Eleição                  | Partido | Cargo            | Votos                 | %      | Resultado  | Ref     |
| ---- | ------------------------ | ------- | ---------------- | --------------------- | ------ | ---------- | ------- |
| 1986 | Estadual de Minas Gerais | PMDB    | Deputado Federal | 236.019               | -      | Eleito     | [ 48 ]  |
| 1990 | Estadual de Minas Gerais | PSDB    | Deputado Federal | 42.412                | -      | Eleito     | [ 65 ]  |
| 1994 | Estadual de Minas Gerais | PSDB    | Deputado Federal | 105.385               | 2,17%  | Eleito     | [ 50 ]  |
| 1998 | Estadual de Minas Gerais | PSDB    | Deputado Federal | 185.051               | 2,57%  | Eleito     | [ 73 ]  |
| 2002 | Estadual de Minas Gerais | PSDB    | Governador       | 5.282.043             | 57,68% | Eleito     | [ 97 ]  |
| 2006 | Estadual de Minas Gerais | PSDB    | Governador       | 7.482.809             | 77,03% | Eleito     | [ 97 ]  |
| 2010 | Estadual de Minas Gerais | PSDB    | Senador          | 7.565.377             | 39,47% | Eleito     | [ 117 ] |
| 2014 | Presidencial do Brasil   | PSDB    | Presidente       | 34.897.211 (1º Turno) | 33,55% | Não Eleito | [ 4 ]   |
| 2014 | Presidencial do Brasil   | PSDB    | Presidente       | 51.041.155 (2º Turno) | 48,36% |            | [ 4 ]   |
| 2018 | Estadual de Minas Gerais | PSDB    | Deputado Federal | 106.702               | 1,08%  | Eleito     | [ 190 ] |
| 2022 | Estadual de Minas Gerais | PSDB    | Deputado Federal | 85.341                | 0,76%  | Eleito     | [ 6 ]   |